# Новогвінейський лорі
Новогвінейський ло́рі (Chalcopsitta) — рід папугоподібних птахів родини Psittaculidae.

## Морфологія
27-32 см завдовжки. У кладці 2 яйця. Висиджування триває 25-26 днів. Молоді птахи вилітають з гнізда у віці 70-75 днів і батьки підгодовують їх ще кілька тижнів. Тримаються невеликими зграями по 10-30 птахів.
Утримання всіх видів з цього роду папуг в неволі вважається дуже важким. При завезенні їх до Європи особливо важко проходить період акліматизації та переведення на нові види кормів.

## Поширення
Мешкають на островах Індонезії, Меланезії і Нової Гвінеї. Про життя їх в природі відомо дуже мало. Населяють ліси по берегах річок, на межі саван і плантацій.

## Систематика
Рід охоплює 3 види:
| Вид                                    | Зображення |
| -------------------------------------- | ---------- |
| Лорі бурий (Chalcopsitta duivenbodei)  |            |
| Лорі чорний (Chalcopsitta atra)        |            |
| Лорі зелений (Chalcopsitta sintillata) |            |

## Етимологія
Наукова назва роду Chalcopsitta походить від сполучення слів дав.-гр. χαλκος — бронзовий і лат. psitta — папуга.